# Собакины
Соба́кины — древний русский дворянский род, из которого происходила царица Марфа Васильевна Собакина (не путать с родом Сабакиных, происходящих от князей Фоминских).
При подаче документов (4 апреля 1682 года) для внесения рода в Бархатную книгу, была предоставлена родословная роспись Собакиных.

## Происхождение и история рода
Наряду с Нагими, Сназиными, Свибловыми и некоторыми другими тверскими дворянами производил себя от баснословной фигуры — «датского выходца» "мужа честна" Ольгерда Преги, прибывшего якобы (1294) в Тверь к великому князю Михаилу Ярославовичу Тверскому, а в крещении получил имя Дмитрия. Получив титул боярина, женился на сестре великого князя Ярославне Ярославовне.  В синодик московского Успенского собора записан Тимофей Васильевич Собакин погибший в Суздале от набега хана Мамутека (1445). Один из  потомков, Даниил Григорьевич (IV-колено), боярин тверского князя, носил прозвище Собака и дал, по семейной традиции, начало роду Собакиных. Он вместе со своим братом Семёном Григорьевичем Нагим из Твери выехал в Москву (1495) к великому князю Ивану Васильевичу.
Внук его, Иван Васильевич Собакин, боярин при Великом князе Василии III Ивановиче. Из сыновей и племянников последнего трое были боярами, а двое окольничими. Марфа Васильевна Собакина (†1571) была 3-й женой Ивана Грозного. Однако Марфа Собакина быстро ушла из жизни, поэтому большинство её родственников не успели получить высокие должности при дворе.
Опричниками Ивана Грозного числились Иван и Ишка Собакины (1573).
В синодик опальных Ивана Грозного (1583) записаны: кравчий Тимофей Собакин казнённый в период (1567-1568), Калинник Собакин, Парфений да Степан да Семён Собакины казнённые (1571-1574).
Сергей Степанович Собакин († 1625) был стольником и воеводой в Переяславле-Рязанском, а его сын Никифор († 1656) — окольничим и воеводой в городе Пскове (1650). Сын последнего Василий († 1677) и внук Михаил († 1714) были окольничими. Внук Михаила, Михаил Григорьевич (1720—1773) — тайный советник, сенатор.
Этот род Собакиных, внесённый Московским дворянским депутатским собранием в дворянскую родословную книгу Московской губернии Российской империи и утверждённый Герольдией Правительствующего Сената в древнем (столбовом) дворянстве, пресёкся (1837) после смерти камергера Александра Петровича Собакина, не оставившего потомства в браке с виконтессой Полиньяк, представительницей одного из древнейших родов Франции.

## Описание герба

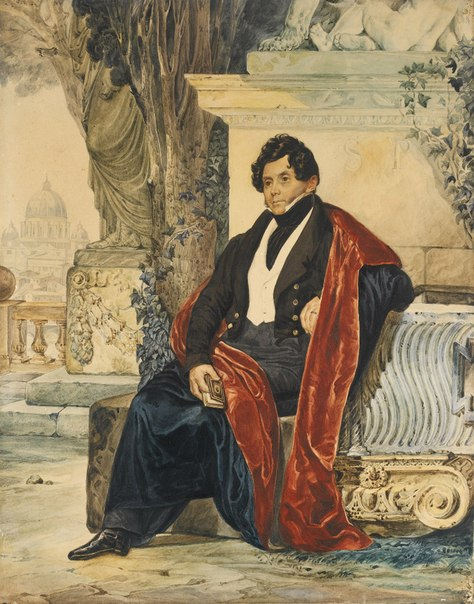
Александр Петрович Собакин на портрете К. Брюллова (1825)

Щит, разделённый на четыре части, имеет в средине малый щиток голубого цвета, в коем изображён воин, скачущий на белом коне в правую сторону с поднятым вверх мечом. В первой части, в серебряном поле, виден одноглавый чёрный орёл коронованный, с распростёртыми крыльями. Во второй части, в красном поле, находится стоящий на задних лапах золотой лев в короне, обращённый к левому боку щита. В третьей части, в красном же поле, означена серебром собака в ошейнике, бегущая в правую сторону. В четвёртой части, в серебряном поле, видна крепость красного цвета.
Щит увенчан обыкновенными двумя шлемами с дворянскими на них коронами, из коих на правом, между поставленных двух белых знамён, проходят сквозь золотую кopoну две трубы, а на левом шлеме чёрный орёл с распростёртыми крыльями. Намёт на щите золотой, подложенный с правой стороны красным, а с левой стороны — голубым цветом. Герб дворянского рода был записан в Часть III Общего гербовника дворянских родов Всероссийской империи, страница 12.

## Прочие роды
Другой дворянский род Собакиных происходит от дьяка Семёна Васильевича († 1633), пожалованного «за московское осадное сиденье» вотчиной в Суздальском уезде Владимирской губернии.
Этот род Собакиных, также пресёкшийся, внесён Губернским дворянским депутатским собранием в дворянскую родословную книгу Владимирской и Московской губерний России.

## Известные представители
- Собакин Иван Васильевич — боярин, второй воевода сторожевого полка в походе из Смоленска в Дорогобуж (1513), второй воевода большого полка в Рославль (1516), воевода в Дорогобуж (1519).
- Собакин Степан Васильевич — воевода на Угре (1519).
- Собакин Григорий Васильевич — первый воевода на Суре (1523) во Владимир (1540-1541).
- Собакин Василий Иванович большой — боярин.
- Собакин Григорий Степанович — окольничий (1572) († 1575).
- Собакин Василий Степанович меньшой — окольничий (1572) († 1575).
- Собакин Калист Васильевич — кравчий (1572) († 1574).
- Собакин Борис Степанович — воевода в Воронеже в (1602), в Белой (1608), в Муроме (1614), основатель Новой Усмани.
- Собакин Семён — дьяк, воевода в Вологде (1616-1619), в Тобольске (1627-1631).
- Собакин Сергей Степанович — стольник, воевода в Переслав-Залесском (1613), в Пскове (1616-1617),  за московское осадное сидение жалован (1618 и 1619) поместьями в вотчину, воевода в Путивле (1620-1621).
- Собакины: Максим Алексеевич, Иев Степанович, — стольники патриарха Филарета (1627-1629), стольники (1636-1640).
- Собакин Алексей Степанович — воевода в Томске (1629-1631).
- Собакин Иев Степанович — стольник, воевода в Кашине (1636-1637), в Угличе (1638-1639), в Ржеве (1648-1649).
- Собакин Максим Алексеевич — воевода в Царевосанчурске (1643-1647).
- Собакин Никифор Сергеевич — стольник (1627-1640), воевода в Курске (1629-1630), окольничий (1640), воевода в Пскове (1647-1650)  († 1656).
- Собакин Тимофей Алексеевич — стольник (1627-1640), московский дворянин (1658-1668), походный московский дворянин царицы Натальи Кирилловны (1676-1677).
- Собакины: Степан Афанасьевич, Лаврентий и Сельверст Петровичи, Яков Тимофеевич, Никифор, Иван большой и Иван меньшой Лаврентьевичи — стольники (1676-1692).
- Собакин Алексей Афанасьевич — стольник царицы Марии Ильиничны (1658), стольник (1669-1686), воевода в Вятке (1686).
- Собакин Василий Никифорович — стольник (1658), комнатный стольник (1676), думный дворянин (1676), окольничий (1677) († 1677).
- Собакин Григорий Никифорович — комнатный стольник (1676), окольничий (1676), боярин (1681) († 1689).
- Собакин Михаил Григорьевич — комнатный стольник царя Иоанна Алексеевича (1676-1692).
- Собакин Степан Афанасьевич — стольник, воевода в Енисейске (1686).
- Собакин Михаил — воевода в Пскове (1691).
- Собакин Михаил Васильевич — комнатный стольник царя Ивана Алексеевича (1676), потом царя Фёдора Алексеевича,(1677), окольничий (1688-1692).
- Собакин Пётр Васильевич и Фёдор Яковлевич — комнатные стольники царя Ивана Алексеевича (1676-1692).
- Собакин Михаил Григорьевич — стольник царицы Натальи Кирилловны.
- Собакины: Семён Васильевич и Михаил Яковлевич — стольники царицы Натальи Кирилловны (1671), стольник (1677-1692).
- Собакин Семён Иванович — стольник царицы Прасковьи Фёдоровны (1676-1692)[7][12][13][14].